# Streetlight Effect

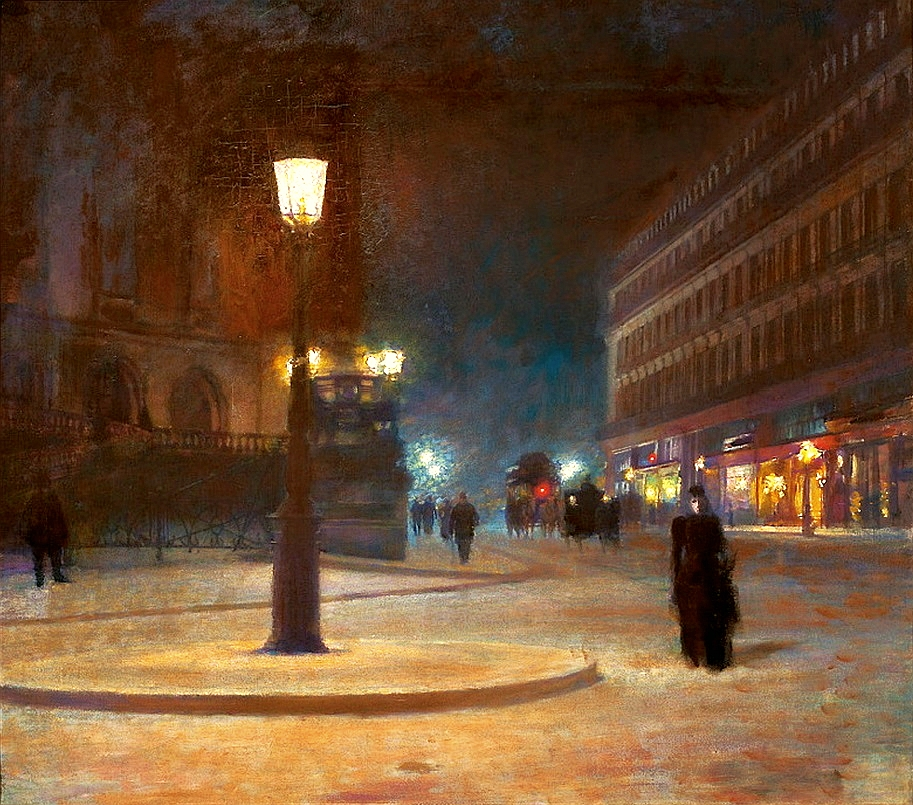
Ludwik de Laveaux: Paris, Place de l’Opéra, 1892

Streetlight Effect (Straßenlampeneffekt) ist eine im angelsächsischen Sprachraum verbreitete Bezeichnung für eine besondere Form der verzerrten Wahrnehmung, bei der dorthin geschaut oder dort (nach Lösungen) gesucht wird, wo die Suche am einfachsten erscheint.
Sie wird gerne auf eine Anekdote zum Mullah Nasreddin zurückgeführt, der angeblich seine Hausschlüssel nachts verloren hatte und sie nicht dort suchte, wo er sie wohl verloren hatte, sondern am Hausgang, wo das Licht besser war. Entsprechende Karikaturen sind seit dem Ende des 19. Jahrhunderts bekannt. In den Sozialwissenschaften wird diese Geschichte erstmals unter dem Namen „the principle of the drunkard’s search“ im Jahr 1964 vom amerikanischen Philosophen Abraham Kaplan aufgegriffen. David H. Freedman prägte dann den Begriff „Streetlight Effect“ durch den Artikel Why Scientific Studies Are So Often Wrong: The Streetlight Effect im Discover Magazine Juli/August 2010.
Mit dem Ausdruck wird auch auf die Tendenz angespielt, tatsächlich im Forschungsinteresse liegende schwierig zu quantifizierende Aspekte mit einfacher zugänglichen Metriken und Messdaten (fälschlich) abzubilden.
Das Problem ist nicht auf die Sozialwissenschaften begrenzt. Es stellt sich auch in der Medizin, etwa bei der Forschung zum Diabetes, bei der hoher Erwartungsdruck auf Heilungsmöglichkeiten herrscht und die sich deswegen nicht mehr in unsichere Bereiche außerhalb der etablierten Methoden wagt. Der Effekt wurde auch bei Antiarrhythmika unterstellt, die Medikamente waren zunächst bei der Behandlung von Herzrhythmusstörungen breit eingesetzt worden, da nicht medikierte Menschen mit einem gleichmäßigeren Herzrhythmus weniger anfällig für Infarkte sind. Allerdings hatte man nicht erkannt oder geprüft, dass Antiarrhythmika selbst Herzrhythmusstörungen auslösen können, und bei einem Drittel der Menschen mit künstlich stabilisiertem Puls steigert sich die Infarktwahrscheinlichkeit. David Freedman übertrug das Konzept ebenso auf den überverhältnismäßigen Anteil von Studien, die das Licht der Öffentlichkeit suchen, in dem sie als wissenschaftliche Durchbrüche präsentiert werden. Tatsächlich sei nicht nur bei vielen medizinischen und ökonomischen Studien der Anteil der Fehlschläge viel größer, was auch zum Forschungsbetrieb unweigerlich dazugehöre. Freedman beruft sich dabei auf einen Albert Einstein zugeschriebenen Aphorismus Wenn wir wüssten, was wir tun, würde man es (nicht) Forschung nennen?
Ein Straßenlampeneffekt wird von David Victor auch bei der Erforschung der globalen Erwärmung unterstellt. So sei der IPCC zwar als seriöse wissenschaftliche Institution in Klimafragen legitimiert, drohe aber wegen des Fokus auf etabliertes klimatologisches Wissen zunehmend irrelevant für die Politik zu werden. Die wichtigsten Kontroversen zu Klimathemen fänden in den Sozialwissenschaften statt.
Bei der Bildanalyse mit Bayesscher Statistik kommt der Effekt ebenso vor und lässt sich mathematisch vermeiden.